# Electric upright bass

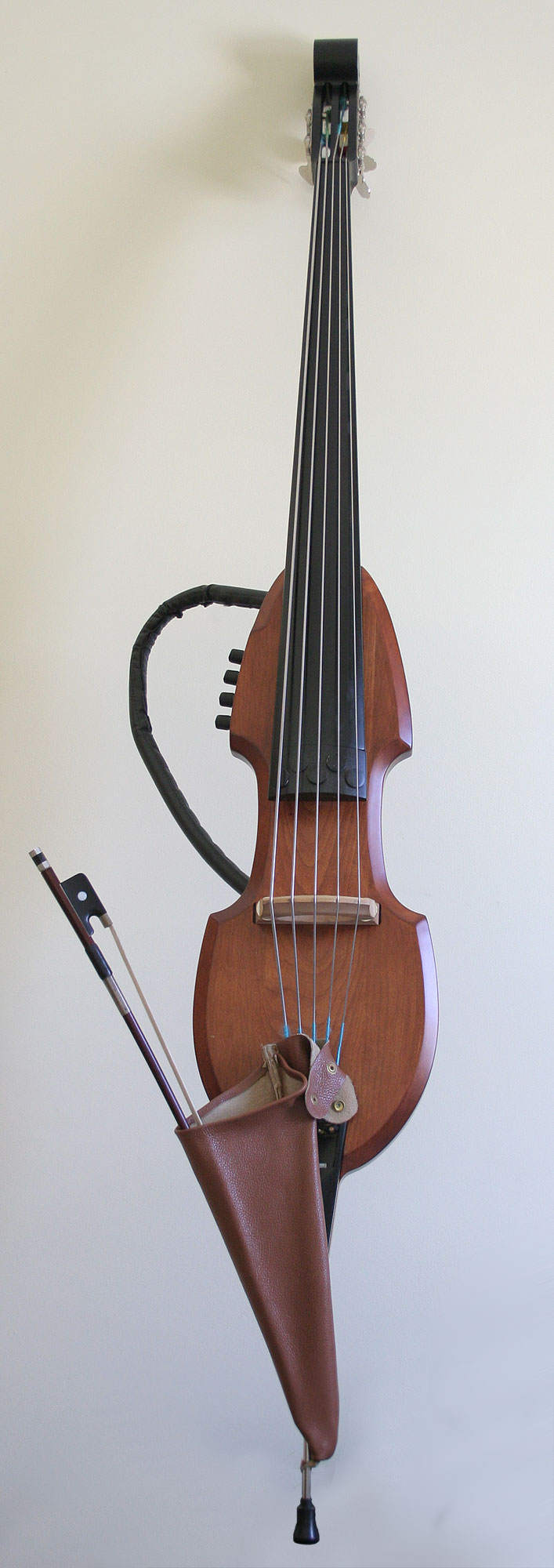
EUB modelo Aria SWB 02/5, de cinco cordas; o instrumento tem o formato de um esqueleto com uma curva superior para que o instrumento encoste no corpo humano adequadamente.

Eletric upright bass (numa tradução livre, "baixo vertical elétrico") ou EUB, ou ainda stick bass (tradução livre, "baixo de pau"), é a variante amplificada do contrabaixo tradicional.
Costuma ser elétrico, embora também existam modelos totalmente digitais, para serem tocado com módulos externos que auxiliam na produção, gravação e variedade sonora e também com diversos efeitos auxiliares. Isto permite que o instrumento não só execute o som de um contrabaixo que o músico necessita, mas como pode ser polifônico, produzindo simultaneamente o som de um outro instrumento, para um uso mais moderno na música pop. Alguns são como sintetizadores, e podem trabalhar com MIDI, ou amostras de som pré-gravadas. Alguns são fabricados para uso exclusivo com os dedos somente. Eles podem aparecer com 4, 5, 6, ou 7 cordas, atualmente.